# Psyttalia carinata
Psyttalia carinata är en stekelart som först beskrevs av Thomson 1895.  Psyttalia carinata ingår i släktet Psyttalia och familjen bracksteklar. Arten är reproducerande i Sverige. Inga underarter finns listade i Catalogue of Life.